# La Belle Histoire
Pour plus de détails, voir Fiche technique et Distribution.
La Belle Histoire est un film français réalisé par Claude Lelouch, sorti en 1992.

## Synopsis
Chassé-croisé à travers le temps de l'amour vécu, de l'amour mort et de l'amour espéré. La mort, l'amour, les vies antérieures et les coïncidences, de la persécution des premiers chrétiens jusqu'à aujourd'hui.
Il s'appelle Jésus. Il est né un 25 décembre à minuit au sein de la communauté gitane. Se destinant à la tauromachie, il en est écarté à la suite d'une fausse affaire de détention de drogue et il se tourne vers le monde des forains. Devenu adulte, il fait la connaissance de son père, Didier Louis, un ancien champion cycliste qui ignorait son existence.
Elle s'appelle Odona, fille mystique un peu paumée qui vit de rapines avec Isabelle, une amie qui deviendra paraplégique après un accident de moto. Jésus et Odona se rencontrent fortuitement et pensent se reconnaître après 2000 ans. Réincarnation, hasard, mystère ?
Il s'appelle Simon Choudel. Policier un peu désœuvré, il tombe amoureux d'Odona lors d'un interrogatoire. Il s'arrange pour lui rendre sa liberté et veille à ce qu'elle et Isabelle ne soient pas inquiétées de leurs méfaits. Parallèlement, il cherche à coincer Pierre Lhermitte, marchand d'art peu scrupuleux avec qui il conclut finalement une combine destinée à faire tomber Kraki, escroc international réfugié en Israël. Mais Lhermitte s'éprend à son tour d'Odona, ce qui complique les rapports entre tous.
Elle s'appelle Marie. Lorsqu'elle était enfant, son père marionnettiste racontait dans ses spectacles l'histoire des abeilles miraculeuses d'Israël. Devenue adulte, licenciée de l'école où elle enseignait pour anti-conformisme, elle est engagée comme préceptrice par la communauté gitane de Jésus tout en étant obsédée par le rêve de toute une vie : percer le mystère de ces fameuses abeilles qu'évoquait son père. Elle croise alors la route de Lhermitte, venu en Israël pour piéger Kraki. Désormais leurs destins sont liés, jusqu'à la tragédie.

## Fiche technique
- Réalisation : Claude Lelouch, assisté de Paul Gueu et Simon Lelouch
- Musique : Francis Lai, Philippe Servain, Jacques Brel, Gipsy Kings
- Maquillage : Dominique Colladant
- Durée : 210 minutes
- Date de sortie :
  - France : 18 mars 1992

## Distribution
- Gérard Lanvin : Jésus Tarragona
- Béatrice Dalle : Odona
- Vincent Lindon : Simon Choudel
- Marie-Sophie L. : Marie
- Patrick Chesnais : Pierre Lhermitte
- Isabelle Nanty : Isabelle
- Jacques Gamblin : le jeune policier, collègue de Simon
- Paul Préboist : le professeur Tricot
- Gérard Darmon : le gendarme
- Marie-Pierre de Gérando : son propre rôle
- Pierre Vernier : le directeur de l'école
- Élie Chouraqui : le commissaire-priseur, collègue de Pierre
- Constantin Alexandrov : Kraki
- Denis Charvet
- Catherine Lachens : la conseillère de l'agence pour l'emploi
- Amina Annabi : une des sœurs de Jésus
- Jean-Michel Dupuis : le professeur en prison
- Patrick Edlinger
- Jean Benguigui : le tenancier de la bodega
- Corinne Sauvage
- Pablo Gilabert
- Olivier Hémon
- Amidou : le berger du Mont des Ruches
- Anémone : Mme Desjardins
- Marie Sara : l'amour d'enfance de Jésus
- Charles Gérard : Didier Louis
- Moana Ferré
- Valérie Labro : taularde

Le rôle d'Odona était initialement prévu et annoncé officiellement par Les Films 13 en 1990 pour Liza Minelli[réf. nécessaire].

### Publications
- Il faut y croire quand les images, les époques, les sentiments, font la grande roue LA BELLE HISTOIRE de Claude Lelouch Le Monde, 27 mars 1992[1]